# Телидон
—

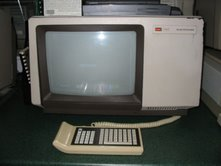
Терминал Electrohome Telidon в в Брантфорде.

Телидон (англ. Telidon, от греческих слов τῆλε, tele «на расстоянии» и ἰδών, idon «видение») — услуга видеотекса / телетекста, разработанная Канадским исследовательским центром связи (CRC) в конце 1970-х годов и поддерживаемая коммерческими предприятиями во главе с InfoMart в начале 1980-х годов. CRC называет Телидон системой «второго поколения», предлагающей улучшенную производительность, двухмерную цветную графику, многоязычную поддержку и ряд различных вариантов интерактивности, поддерживаемых на различных аппаратных средствах. Благодаря дополнительным функциям, добавленным корпорацией AT&T и 16 другими участниками в Северной Америке и поддерживаемыми федеральным правительством, Телидон был переопределён в качестве протокола и стал стандартом NAPLPS.
Первоначально в нескольких тестах Телидон не продемонстрировал убедительную функциональность, а стоимость вспомогательного оборудования оставалась высокой. После этого Телидон имел ограниченное применение в таких нишах, как информационные дисплеи в аэропортах и аналогичные среды. NAPLPS появилась в нескольких других продуктах, в частности, онлайн-сервисе Prodigy и на некоторых досках объявлений. Аппаратная система связи NABTS нашла использование спустя годы в WebTV для Windows.
Канадская технология видеотекста Telidon рассматривалась как образовательный инструмент, предлагая интерактивное обучение и доступ к базам данных. Эксперименты начала 1980-х годов выявили как потенциал (индивидуальный темп, графика), так и ограничения (технические проблемы, малый объем контента, зависимость от погоды). Несмотря на интерес педагогов, отсутствие инструментов разработки и проблемы с надежностью системы препятствовали внедрению. Государственные программы финансировали исследования преимуществ доступа к образовательным базам данных, но успех зависел от развития контента и готовности пользователей оплачивать эксплуатацию.
К 1983 году TVOntario начала называть свою онлайн-видеотекс систему "Edutex", а свою широковещательную телетекст систему (запущенную в конце лета 1983 года) — "Edtel".